# Kató Szavao
Kató Szavao (加藤 沢男; Hepburn: Sawao Katō; Goszem, Niigata prefektúra, 1946. október 11. –) japán tornász, egyike minden idők legsikeresebb sportolóinak az olimpiai játékok történetében. Három olimpián összesen tizenkét érmet szerzett, melyekből nyolc arany. Bátyja, Kató Takesi csapatban szintén olimpiai bajnok tornász.

## Pályafutása
Kató Niigata prefektúrában született, és a Tokyo Kyoiku University hallgatója volt, amikor először részt vett az olimpiai játékokon, az 1968-as mexikóvárosi nyári olimpián. A japán csapat akkoriban dominálta a torna nemzetközi világát, és könnyedén megnyerte a csapat összetett versenyszámot. Kató volt az első számú versenyző, aki ugyanígy megnyerte az egyéni összetett számot is, valamint pluszban megnyerte az aranyérmet talajgyakorlatban, és harmadik lett gyűrűn.
Négy évvel később, amikor a játékokat Münchenben tartották, Kató megismételte győzelmét az egyéni összetett számban. A pódiumra két honfitársával (Kenmocu Eizó és Nakajama Akinori) léphetett, ezzel is bizonyítva a japán csapat dominanciáját, amely könnyedén megvédte csapat összetettben bajnoki címét. Kató megszerezte az ötödik olimpiai aranyérmét korláton, miközben lólengésben és nyújtón ezüstérmet szerzett.
Az 1976-os montréali olimpián megpróbálta megszerezni az addig példátlan, zsinórban a harmadik aranyérmét egyéni összetettben, de a szovjet Nyikolaj Andrianov ekkor legyőzte őt. A csapatverseny ezúttal szoros volt, de a japánok legyőzték a szovjeteket 0,4 ponttal, kiérdemelve az egymást követő ötödik olimpiai aranyérmüket csapat összetettben. Kató az olimpiai pályafutását azzal zárta, hogy megvédte címét korláton.
Kató egyike azon tizenkét sportolónak, akik nyolc, vagy több olimpiai aranyat nyertek. Az egyik legsikeresebb férfi tornász az olimpiai játékok történetében (az ő 8 arany-, és összesen 12 érmét leginkább Nyikolaj Andrianov (7 arany, összesen 15), Borisz Sahlin (7 arany, összesen 13), és Takasi Ono (5 arany, összesen 13) közelítették meg). Több olimpiai aranyat nyert, mint bármelyik férfi tornász, és többet, mint bármely másik japán olimpikon (egyetlen másik japán olimpikon se nyert többet 6-nál). Katónak egyetlen cím hiányzik, az, hogy ő birtokolja a legtöbb olimpiai érmet minden japán olimpikon közül (neki 12 van, Ononak 13). Katót 2001-ben beválasztották az International Gymnastics Hall of Fame-be (tornászok nemzetközi dicsőségcsarnoka).
Kató ma a Cukabai Egyetem professzora.

## Fordítás
- Ez a szócikk részben vagy egészben  a   Sawao Kato című angol Wikipédia-szócikk ezen változatának fordításán alapul.  Az eredeti cikk szerkesztőit annak laptörténete sorolja fel. Ez a jelzés csupán a megfogalmazás eredetét és a szerzői jogokat jelzi, nem szolgál a cikkben szereplő információk forrásmegjelöléseként.